# Fellegi István (színművész, 1907–1984)
Fellegi István (Mágocs, 1907. január 11. – Budapest, 1984. április 1.) színész, rendező. 

## Életpályája
Rákosi Szidi színiiskolájában végezte tanulmányait, ezután 1926-ban Faragó Ödön társulatában lépett színpadra. 1930-tól Alapi Nándor (Országos Kamaraszínház), majd Tolnay Andor társulatában szerepelt. 1945 után a Pesti Színház rendezője volt, majd 1967-ben történt nyugdíjba vonulásáig a Belvárosi, az Ifjúsági, a Jókai és a Thália Színházakban játszott. Főként karakter- és epizódszerepekben nyújtott emlékezetes alakításokat, aprólékosan ábrázolt karakterekkel. Több színházi témájú cikke is megjelent a vidéki lapokban, valamint a Népszavában és a Hídban.

## Fontosabb szerepei
- Bobrinyec (Babel: Alkony)
- Lőrincke (Örkény István: Tóték)
- Török bácsi (Móricz Zsigmond: Légy jó mindhalálig)
- Lord Fitzwater (William Shakespeare: II. Richárd)

## Főbb rendezése
- Gogol: A revizor